# Benton (Alabama)
Benton – miasto w Stanach Zjednoczonych, w stanie Alabama, w hrabstwie Lowndes. W roku 2023 miasto zamieszkiwało 38 osób, a gęstość zaludnienia wynosiła 42,2 osoby/km².